# Glen Ullin
Glen Ullin – miasto w Stanach Zjednoczonych, w stanie Dakota Północna, w hrabstwie Morton.